# Sheyla Aragón Cortés
Sheyla Fabiola Aragón Cortés (Estado de México, 27 de julio de 1976) es una política mexicana, afiliada al Partido Acción Nacional. Entre 2003 y 2006 sirvió como Diputada por la LIX Legislatura del Congreso de la Unión de México.

## Carrera
Aragón se convirtió en miembro activo del Partido Acción Nacional en el año 2000. Tras realizar labores administrativas dentro del partido, el 29 de agosto de 2003 tomó protesta en el cargo de Diputada por la LIX Legislatura del Congreso de la Unión de México mediante el principio de representación proporcional, desempeñándose como secretaria de la comisión de Investigación del Instituto Mexicano de la Propiedad Industrial e integrante de las comisiones de Comunicaciones, Ciencia y Tecnología y Radio, Televisión y Cinematografía.